# Immanuel Kiellman-Göranson
Axel Orion Immanuel Kiellman-Göranson, född den 10 augusti 1851 i Dalby socken, Uppsala län, död den 8 mars 1910 i Menton, Frankrike, var en svensk präst. Han var son till Julius Axel Kiellman-Göranson.
Kiellman-Göranson blev student vid Uppsala universitet 1870. Han prästvigdes  1881 och var skeppspräst under Vanadis världsomsegling 1883–1885. Kiellman-Göranson blev komminister i Sankt Nicolai församling 1888. Han utgav tal och smärre dikter. Kiellman-Göranson blev ledamot i direktionen för prästerskapets änke- och pupillkassa 1909. Han blev ledamot av Vasaorden 1904.